# Oxira cerastioides
Oxira cerastioides är en fjärilsart som beskrevs av Moore 1867. Oxira cerastioides ingår i släktet Oxira och familjen nattflyn. Inga underarter finns listade i Catalogue of Life.